# Будина породица
Буда је рођен у породици ратничке касте на подручју данашњег Непала, око 560. године п. н. е. Његов отац је био краљ Судодана, вођа Шакија клана у тада просперитетној држави Косала, а његова мајка је била краљица Маја. Одгајала га је мајчина млађа сестра Маха-Прађапати јер му је мајка умрла седам дана након порођаја.
Касније, рођак са очеве стране Ананда се придружио Буди као следбеник.

## Судодана
Већи део информација о Судодани потиче из будистичких легенди и списа. Верује се да је био вођа Шакија клана, који је био настањен у држави Косала, на северној граници Старе Индије. Иако се у будистичкој литереатури наводи да је био наследни монарх, данас се верује да је заправо био изабрани поглавар племенске конфедерације. Судоданин отац је био Синахана.
Судодана је, како се наводи, био веома узнемирен одласком сина и будистичка литература помиње да је слао многе гласнике са молбом младом Готами да му се врати. Међутим, Буда је проповедаосвоје учење, дарму(санскрит: धर्म dharma; пали: धम्म дхамма), тим гласницима, и они би одлучили да остану у монашкој заједници (Сангха). Један од њих био је и Судоданин пријатељ Калудаји, који га је посетио на Судоданин захтев. Буда је и њему одржао проповед, па је и Калудаји касније заређен као монах.
Након учесталих краљевих молби, Буда се вратио у завичај и том прилико много је његових саплеменика приступило монашкој заједници, па и његов малолетни син Рахула. Готама се касније још једном вратио у краљевство Шакија да би видео оца на самрти. Судодана је постао арахат.

## Маја
Маја је била Будина мајка. Рођена је у Девадахи, у старом Непалу. Била је удата за свог рођака краља Судодану, који је владао краљевством Шакија, чији је главни град био Капилавасту.
У будистичким текстовима се наводи да је зачеће будућег Буде најавио сан који је имала, а то је како јој младунче белог слона улази у утробу. Када се пробудила схватила је да је трудна. Сходно традицији тог времена да дете роди у очевом завичају, Краљица Маја је пред порођај кренула на пут у Девадаху. Међутим, морала је да се породи на путу, у близини места Лумбини. Каже се да су божанства надгледале порођај и да су два потока, један хладан и један топао, почела тећи са небеса.
Маја је (вероватно од сепсе) умрла седам дана након рођења сина, којем је дала име Сиддхартха или „онај који је остварио свој циљ." У махајана будистичким списима се наводи да се поново родила на Тусита небу, где ју је син касније наводно посећивао, одавао поштовање и подучавао дарми.

## Ананда
Ананда је био Будин брат од стрица и обојица су се родили истога дана. Његов отац био је Амитодана, брат краља Судодане. Придружио се Сангхи друге године после Будиног пробуђења, заједно са групом младића из племена Шакија: Ануруда, Бхаддија, Бхагу, Кимбила и други.
Неких двадесет година касније, Ананда је постао Будин лични пратилац, тако да је имао прилику да га јако добро упозна и чује безброј његових говора одржаних у различирим приликама. Захваљујући својој невероватној меморији, велики број њих јеи запамтио.
Међу велике Анандине заслуге убраја се и помоћ при оснивању женског монашког реда. Иако је Буда био против тога и у први мах одбио захтев своје помајке Маха-Пађапати и њених пратиља да их замонаши, Ананда је ипак замолио Буду да дозволи женама да уђу у Сангху. Буда је на то на крају и пристао, под условом да се придржавају осам правила владања која се не односе и на монахе-мушкарце (гаруда дхамма).
Ананда је такође приствовао Будиној смрти. Буда је наводно рекао Ананди да може живети до краја вечности што може и Ананда ако зажели. Међутим, Ананда није разумео ове Будине речи, нити је тражио појашњење. Буду је тада посетио демон Мара, који је покушао да убеди Буду да коначно умре. Али му је Буда одговорио да је сада ионако време за то јер је обавио своју мисију: да утемељи четвороструку заједницу монаха, монахиња, лаика-домаћина и лаика-домаћица. У дому ковача Ћунде Буди је послужен последњи оброк. Могуће је да је та храна била покварена, јер је убрзо после тога болове у стомаку и после више дана проведених у болести је и издахнуо.
Након Будине смрти, на Првом сабору који је сазвао Маха-Кассапа у Рађагахи, од Ананде је затражено да одрецитује све Будине говоре (сутта) којих се сећа, по чему је популарно запамћен као „Чувар Учења."
Ананда је одговорност у преношењу учења предао свом ученику Санакаваси. Пред крај живота путовао је из земље Магадхе, у пратњи краља Ађатасаттуа и његове свите, ка Весалију. Тако је стигао и до реке Рохини, која је била граница две области. Када је видео да га и на другој обали чека гомила људи радујући се да би можда могао да умре баш на њиховој земљи, а знајући да су две земље у сукобу, одлучио је да не да повода за гордост ни једној ни другој. Седећи на сплаву, снагом концентрације запалио је сопствено тело и на крају је од њега остао само прах. Он је потом подељен између Магадхе и Весалија и они су на обе обале реке подигли велике ступе. Такође, након Анандине смрти Весали и Магадха су се измирили.

## Девадата
Девадата је био најближи Будин сродник по женској линији (или у другим наводима – по мушкој линији). Заређен је у сангхи заједно са браћом и пријатељима и својим берберином, Упāлијем приликом Будиних проповеди својим некадашњим (Шакија) саплеменицима у граду Капилавасту.
У почетку је Девадата био веома цењен у монашкој заједници. Каже се да је Шарипутра спевао хвалоспеве за Девадату. Временом Девадата је задобио натприродне моћи што га је, каже се, испунило охолошћу и жељом да замени Буду на челу Сангхе. Кад овај није желео да му то место уступи, неколико пута је покушао да убије Буду. Тако је једном са брда гурнуо стену на Буду, други пут га повредио оштрим предметом, а трећи натерао побеснелог слона на Буду не би ли га прегазио.
Потом је Девадата покушао да подели монашку заједницу, чију би једну фракцију предводио он, а другу Буда. У први мах је успео, али су се његови дотадашњи следбеници касније вратили Будиној монашкој заједници.
Девадата је касније у животу наступао покајнички према Буди. Речено је да је отишао у манастир у којем је Буда боравио да би затражио опроштај али, као резултат лоше карме, прогутала га је земља и он се препородио у Авићи чистилишту.

## Нанда
Нанда је био Будин полубрат; син краља Судодане и Будине тетке Маха-Пађапати Готами. Нанда је требало да буде венчан принцезом по имену Џанападакалјани коју је напустио зарад придружења монашкој заједници. По махајана традицији, напуштање принцезе коју је волео је узнемирило Нанду, па га је Буда одвео на Таватимса небо да му покаже лепоту девојака које су тамо живеле. При томе му је Буда обећао једну од њих ако буде марлљиво медитирао. У почетку гоњен жудњом, Нанда је кроз медитацију увидео опасност и површност својих опсесија и тако себе излечио од жудње за чулним задовољствима. Истрајао је у вежбању и постао пробуђен (арахат). >ref></ref>

## Маха-Пађапати Готами
Маха-Пађапати Готами била је најмлађа кћер краља Супабуде и краљице Амите. Била је удата за краља Судодану, заједно са својом старијом сестром Маха-Мајом (Мајадеви). Након смрти старије сестре Маје, која је родила Буду, преузела је бригу о његовом одгајању. И она је краљу Судодани родила сина, Нанду.
После смрти краља Судодане, Маха-Пађапати је са групом својих пратиља кренула да пронађе Буду. Када га је пронашла, упутила је молбу Буди, преко Ананде, да дозволи женама да уђу у Сангху као монахиње. После дужег одбијања, Буда је коначно пристао на то да се женама дозволи замонашење, под условом да прихвате осам додатних правила. А то су:
- Монахиња мора одавати пошту монасима.
- Монахиња мора провести повлачење током периода монсуна (варса/васса) на месту на којем и монаси.
- Монахиње морају крај повлачења обележити церемонијом у којој учествују не само оне, већ и монаси.
- Монахиње морају од монаха два пута месечно затражити проповеди.
- Озбиљне повреде монашких правила морају бити размотрити и монаси и монахиње.
- Када искушеница заврши период почетног учења, она мора и од монаха и од монахиња затражити пријем у монашку заједницу.
- Монахиње не смеју узнемиравати монахе
- Монаси смеју критиковати монахиње (у вези са дисциплином), док монахиње не смеју критиковати монахе.

Маха-Пађапати је наводно Буди поклонила огртач од квалитетне тканине. Буда је овај поклон одбио са објашњењем да је исувише китњаст и би као такав утицао да се монашка заједница исквари. И она сама је касније постала арахат.